# Ligue adriatique de basket-ball D2
Pour les articles homonymes, voir Ligue adriatique.
La deuxième division de la Ligue adriatique, appelée aussi ABA Liga 2, est un championnat de basket-ball, regroupant des équipes des pays de l'ex-Yougoslavie (à savoir Bosnie-Herzégovine, Croatie, Macédoine, Monténégro, Serbie et Slovénie).
La deuxième division de la ligue a été créée après que plusieurs clubs aient confirmés leurs intérêts pour participer à cette nouvelle division. Elle est mise en place dès l'édition 2017-2018, lors de laquelle le champion rejoindra la première division pour l'édition 2018-2019.